# Frente de Unidad Socialista y Democracia
El Frente de Unidad Socialista y Democracia (en rumano: Frontul Democratiei si Unității Socialiste, FDUS) fue un frente popular en la República Socialista de Rumania de 1968 a 1989, dominada por el Partido Comunista Rumano (PCR).

## Historia
La alianza se formó en 1968 como Frente de Unidad Socialista (Frontul Unității Socialiste, FUS), y pasó a llamarse Frente de Unidad Socialista y Democracia en 1980. Reunió a todos los partidos políticos legales en  el país, reemplazando el Frente Democrático Popular. Al igual que su antecesor, fue organizado y dirigido por el PCR. Los partidos menores en el frente estaban completamente subordinados al PCR y tenían que aceptar su "papel de liderazgo" como condición para continuar existiendo. Ningún candidato potencial podía postularse para un cargo sin la aprobación del Frente, lo que en efecto permitía que el Frente y, a través de él, el PCR predeterminaran la composición de la legislatura. Nicolae Ceaușescu, quien se desempeñó como secretario general del PCR y presidente de Rumania, también fue presidente del Frente.
A los votantes se les presentó una lista única de candidatos FUS/FDUS en cada elección entre 1969 y 1985, con la opción de elegir toda o parte de la lista o  rechazarlo por completo.  Por lo tanto, el Frente ganó todos los escaños en la Gran Asamblea Nacional en cada elección, afirmando haber recibido al menos el 97 por ciento cada vez. Cada vez, menos de 400.000 personas rechazaron la lista por completo, estropearon sus documentos o votaron en blanco.
Después de que se enmendara la Constitución para crear una presidencia ejecutiva, el FDUS recomendó al candidato presidencial junto con el Comité Central del Partido Comunista.